# احمد بن فارس
احمد بن فارِسْ (۹۱۸–۱۰۰۴م) (نسب: ابوالحسین احمد بن فارس بن زکریا بن حبیب قزوینی همدانی رازی لغوی) لغوی، کاتب، ادیب و شاعر عرب‌زبان ایرانی در سدهٔ چهارم بود.

## زندگی
وی مدتی در ری و همدان توقف داشت و در قزوین علم آموخت و بدیع‌الزمان همدانی شاگرد اوست. به جز استادان دیگر از پدر خود نیز دانش بسیار آموخت. حریری صاحب مقامات اسلوب خود را از رسائل انیقه او اقتباس کرده است. نوبتی نیز به زیارت خانه شد و در آنجا باز به علم‌آموزی پرداخت. از جمله کتب او که اکنون موجود است، کتاب الصاحبی است بنام صاحب بن عباد. این کتاب محتوی بحث‌هایی ذی‌قیمت در اصل زبان عربی و خصایص و اختلاف لهجه‌های عربی بنا بر اختلاف قبایل عرب است.
فخرالدوله دیلمی وی را به ری خواند و تربیت فرزند خویش مجدالدوله را برعهدهٔ او گذاشت. صاحب بن عباد خود را مرهون دانش ابن فارس می‌داند. تالیفات او از تغلیط و اشتباه خالی است. وی از مخالفان شعوبیه بود. او به سخا مشهور بوده است و اشعار رائقه و رسائل بدیعه او مطبوع اهل ادب است. علاوه بر مجمل اللغه که مرتب بر حروف است کتاب‌های الصاحبی فی فقه اللغة و سنن العرب فی کلامها، الثلاثه، اوجزالسیر لخیرالبشر، ذم الخطاء فی الشعر، الاتباع والمزاوجة، النیروز، اللاّ مات، و حلیةالفقهاء نیز از آثار اوست. وی در ۳۹۰ ه‍.ق در زادگاهش ری درگذشت و آرامگاهش مقابل مشهد قاضی علی بن عبدالعزیز جرجانی است. برخی نیز گفته‌اند وی در ۳۹۷ در محمدیه درگذشته است. ابن الندیم در الفهرست نام «ابن فارسی» را می‌برد و کتاب الحماسه را از آثار او ذکر می‌کند.